# Kalamnuri
Kalamnuri là một thành phố và là nơi đặt hội đồng đô thị (municipal council) của quận Hingoli thuộc bang Maharashtra, Ấn Độ.

## Địa lý
Kalamnuri có vị trí 19°40′B 77°20′Đ / 19,67°B 77,33°Đ Nó có độ cao trung bình là 480 mét (1574 feet).

## Nhân khẩu
Theo điều tra dân số năm 2001 của Ấn Độ, Kalamnuri có dân số 20.627 người. Phái nam chiếm 52% tổng số dân và phái nữ chiếm 48%. Kalamnuri có tỷ lệ 66% biết đọc biết viết, cao hơn tỷ lệ trung bình toàn quốc là 59,5%: tỷ lệ cho phái nam là 74%, và tỷ lệ cho phái nữ là 57%. Tại Kalamnuri, 16% dân số nhỏ hơn 6 tuổi.